# Pitta maxima
La pitta pettoavorio (Pitta maxima Müller & Schlegel, 1845) è un uccello passeriforme della famiglia dei Pittidi.

## Descrizione

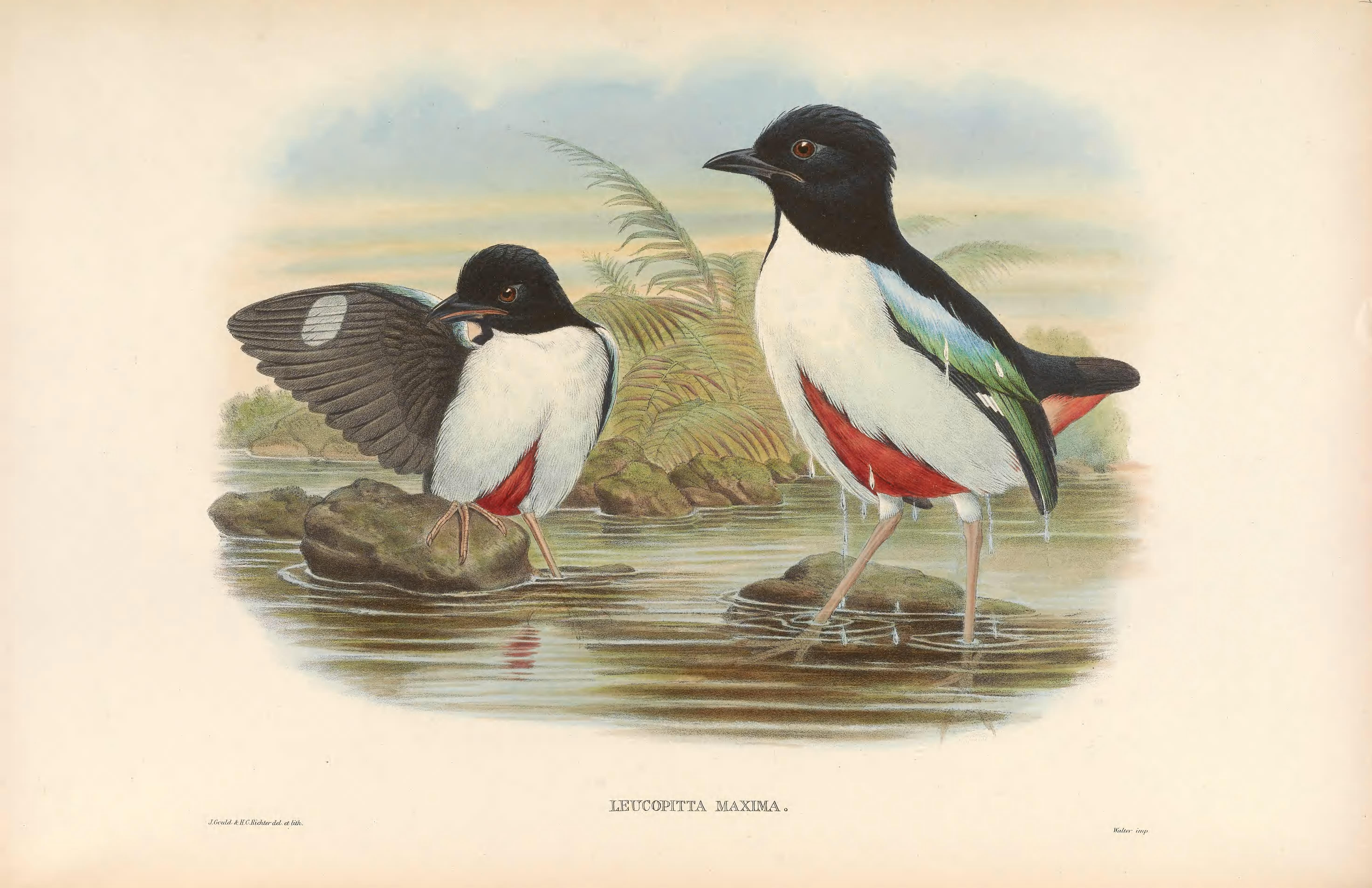

### Dimensioni
Misura 25-28 cm di lunghezza, dimensioni che la rendono una delle specie di pitta di maggiori dimensioni, superata solo dalla pitta maggiore.

### Aspetto
Questi uccelli hanno un aspetto paffuto e massiccio, con ali e coda corte, forti zampe e testa e becco allungati.

Testa, dorso, coda e ali sono di colore nero, queste ultime con remiganti di colore azzurro intenso: petto e fianchi sono bianchi, mentre il ventre e il sottocoda sono di colore rosso cupo. La femmina presenta colorazione meno intensa e minore estensione del rosso ventrale rispetto al maschio: in ambedue i sessi il becco è nerastro, le zampe sono di colore carnicino-grigiastro e gli occhi sono bruni.

## Biologia

### Comportamento
Si tratta di uccelli diurni e solitari, estremamente territoriali nei confronti dei conspecifici pur essendo molto timidi e riservati: essi passano la maggior parte della giornata muovendosi con circospezione nel folto del sottobosco, alla ricerca di cibo.

### Alimentazione
La dieta di questi uccelli si compone in massima parte di lombrichi e chiocciole, venendo inoltre integrata quando possibile con insetti e altri piccoli invertebrati.

### Riproduzione
La riproduzione di questi uccelli non è stata finora descritta in natura, ma si ritiene tuttavia che non si discosti significativamente per modalità e tempistica dal pattern seguito dalle altre specie di pitte.

## Distribuzione e habitat
La pitta pettoavorio è endemica delle Molucche settentrionali, dove abita le aree di foresta pluviale primaria o secondaria con presenza di folto sottobosco.

## Tassonomia
Se ne riconoscono due sottospecie:
- Pitta maxima maxima, la sottospecie nominale, diffusa su Halmahera e sulle vicine Bacan, Kasiruta e Obi;
- Pitta maxima morotaiensis van Bemmel, 1939, endemica di Morotai;

La pitta ventreavorio è ritenuta filogeneticamente vicina alla pitta dal cappuccio, alla pitta superba e alla pitta pettoazzurro, con le quali andrebbe a formare una superspecie.